# Крета (Плевенська область)
Кре́та (болг. Крета) — село в Плевенській області Болгарії. Входить до складу общини Гулянці.

## Населення
За даними перепису населення 2011 року у селі проживали 293 особи.
Національний склад населення села:
| Національність   | Кількість осіб | Відсоток |
| ---------------- | -------------- | -------- |
| болгари          | 187            | 94,9%    |
| турки            | 6              | 3,0%     |
| цигани           | 0              | 0%       |
| інша             | 0              | 0%       |
| не визначились   | 4              | 2,0%     |
| Всього відповіли | 197            |          |

Розподіл населення за віком у 2011 році:
Динаміка населення: